# Parafia św. Katarzyny w Iwaniskach
Parafia pw. Świętej Katarzyny w Iwaniskach – parafia rzymskokatolicka znajdująca się w diecezji sandomierskiej w dekanacie Opatów. Erygowana w 1403. Mieści się przy ulicy Opatowskiej.